# أصل نفطي غير حيوي
الأصل النفطي غير الحيوي هي مجموعة من الفرضيات التي تقترح أن رواسب النفط والغاز الطبيعي قد تشكلت في الغالب من موارد غير عضوية، لا من تحلل الكائنات الحية. تشير فرضية توماس جولد حول الغاز العميق إلى أن أصل بعض رواسب الغاز الطبيعي قد تشكلت من الهيدروكربونات في أعماق وشاح الأرض. بشكلٍ عام، لا تلق النظريات التي تشرح أن منشأ النفط غير حيوي قبولًا بين الأوساط العلميّة، ويرفضها معظم الباحثون والنظريات العلميّة الأخرى.
أظهرت دراسات سابقةٌ حول الصخور المستخرجة من وشاح الأرض من أماكن عديدة أنه يمكن العثور على الهيدروكربونات في منطقة الوشاح في عدّة مناطق حول العالم، إلا أن محتوى هذه الهيدروكربونات منخفض التركيز. في حين أنه قد تكون هناك رواسب كبيرة من الهيدروكربونات غير الحيوية، فإنه من غير المرجح عالميًا احتمال وجود كميات كبيرةٍ معتبرة منها. 

## نظرة عامة حول الفرضيات
اقترحت بعض الفرضيات غير الحيوية أن النفط والغاز لم ينشأ من رواسب أحفورية، بل نشأ بدلاً من ذلك من رواسب كربونيّة موجودة في باطن الأرض منذ تكوينها. بالإضافة إلى ذلك، فقد اقتُرح أن الهيدروكربونات ربما تكون قد وصلت إلى الأرض محمولةً مع أجسام صلبة مثل المذنبات والكويكبات من التكوين المتأخر للنظام الشمسي. 
```
اختصار
 
مايعني
 
ان
 
النفط
 
غير
 
عضوي
 
وانه
 
معدني
 
الاصل
 
وتكوّن
 
نتيجة
 
بسبب
 
تعرض
 
بعض
 
الرواسب
 
في
 
باطن
 
الارض
 
...
حيث
 
ان
 
النفط
 
يتفاعل
 
مع
 
بخار
 
ماء
 
في
 
باطن
 
الارض
 
ويكونون
 
فلزات

```

نالت الفرضية غير الحيوية بعض التأييد عام 2009 عندما أفاد باحثون في المعهد الملكي للتكنولوجيا في ستوكهولم بأنهم يعتقدون أنهم أثبتوا أن الأحافير من الحيوانات والنباتات ليست ضرورية لإنتاج النفط الخام والغاز الطبيعي. وثّق الكيميائي الألماني ديتليف مولر في منشوره الصادر عام 2014  بعنوان «كيمياء النظام المناخي» أدلة موثوقة كافية لإظهار أن كلا العمليتين ممكنتان، وأنه لا تستبعد أو تلغِ إحداهما الأخرى. 

## خلفية تاريخية
اقترحت فرضية غير حيوية لأول مرة من جورجيوس أجريكولا في القرن السادس عشر، واقترحت العديد من الفرضيات الإضافية في القرن التاسع عشر، أبرزها كان من الجغرافي البروسي ألكسندر فون هومبولت، والكيميائي الروسي ديميتري مندلييف (1877)، والكيميائي الفرنسي مارسيلان بيرتيلو. 
أعيد النور إلى الفرضيات غير الحيوية في النصف الأخير من القرن العشرين من علماء سوفييت لم يكن لهم تأثير يذكر خارج الاتحاد السوفيتي لأن معظم بحوثهم نشرت بالروسية. أعيد تعريف الفرضية وأصبحت شائعة في الغرب بواسطة توماس جولد الذي طور نظرياته من عام 1979 إلى عام 1998، ونشر بحثه باللغة الإنجليزية.
نظر أبراهام فيرنر وأنصار نظرية النبتونية في القرن الثامن عشر إلى الطمي البازلتي باعتباره زيوتًا متجمدة أو بتومين. في حين ثبت أن هذه المفاهيم لا أساس لها من الصحة، فإن الفكرة الأساسية المتمثلة في وجود رابط بين النفط والصهارة ما تزال قائمة. اقترح ألكسندر فون هومبولت فرضية غير حيوية لتكون النفط بعد أن لاحظ ينابيع النفط في خليج كومو (كومانا) على الساحل الشمالي الشرقي لفنزويلا.
نقل عنه قوله عام 1804 «إن البترول هو نتاج تقطير من عمق كبير ومسائل متعلقة بالصخور القديمة التي توجد تحتها قوى الأنشطة البركانية». من بين المؤيدين البارزين الآخرين الأوائل لما سيعرف فيما بعد بالفرضية غير الحيوية المعممة ديميتري مندلييف، ومارسيلان بيرتيلو. 
في عام 1951، اقترح الجيولوجي السوفياتي نيكولاي كودريافتسيف الفرضية غير الحيوية الحديثة للنفط. استنادًا إلى تحليله لآبار نفط أثاباسكا الرملي في ألبرتا، كندا، خلص نيكولاي إلى أنه لا يمكن أن يشكل «صخر المصدر» حجمًا هائلًا من الهيدروكربونات، وبالتالي اقترح النفط العميق غير الحيوي كتفسير أكثر معقولية. (اقترح الفحم الدبالي منذ ذلك الحين لصخور المصدر). من بين الآخرين الذين واصلوا عمل كودريافتسيف: بيتر كروبوتكين، وفلاديمير بورفيرفيف، وإيمانويل تشيكاليوك، وفلاديلين كرايوشكين، وجورجي بويكو، وجورجي فويتوف، وغريغوري دولينكو، وإيونا غرينبرغ، ونيكولاي بيسكروفيني، وفيكتور لينيتسكي.
كان عالم الفلك توماس جولد من أشد المؤيدين للفرضية غير الحيوية في الغرب حتى وفاته في عام 2004. في الآونة الأخيرة، برز جاك كيني من مؤسسة موارد الغاز، مدعومًا بدراسات قام بها باحثون في المعهد الملكي للتكنولوجيا في ستوكهولم. 

## الآليات المقترحة للنفط غير الحيوي

### التكون داخل الوشاح
خلص الباحثون الروس إلى أن خلطات الهيدروكربونات قد نشأت داخل الوشاح. أنتجت التجارب تحت درجات حرارة وضغوط عالية العديد من الهيدروكربونات - بما في ذلك ألكانات إن « n-alkanes» من خلال C10H22 – من أكسيد الحديد، وكربونات الكالسيوم، والماء. لأن هذه المواد موجودة في الوشاح وفي قشرة الاندساس، فليس هناك شرط لإنتاج جميع الهيدروكربونات من رواسب بدائية. 

### إنتاج الهيدروجين
عُثر على غاز الهيدروجين والماء على عمق أكثر من 6000 متر (20,000 قدم) في القشرة العليا في آبار سبر حلقة سيلجان وبئر كولا العميق. تشير البيانات الواردة من غرب الولايات المتحدة إلى أن طبقات المياه الجوفية الواقعة بالقرب من السطح قد تمتد إلى أعماق تتراوح بين 000 10 متر (000 33 قدم) إلى 000 20 متر (000 66 قدم). 
يمكن إنتاج غاز الهيدروجين عن طريق تفاعل الماء مع السيليكات، والمرو، والفلسبار عند درجات حرارة تتراوح بين 25 درجة مئوية (77 درجة فهرنهايت) و 270 درجة مئوية (518 درجة فهرنهايت). هذه المعادن شائعة في صخور القشرة الأرضية مثل الجرانيت. قد يتفاعل الهيدروجين مع مركبات الكربون الذائبة في الماء لتكوين الميثان ومركبات الكربون.
أحد التفاعلات التي لا تشتمل على السيليكات، والتي يمكن أن تنتج الهيدروجين هو:
أكسيد الحديد + ماء ==> أكسد الحديد الأسود «المغنتيت» + الهيدروحين
3FeO + H2O → Fe3O4 + H2
يحدث التفاعل أعلاه يعمل بشكل أفضل في الضغوط المنخفضة. عند ضغط أكبر من 5 جيجاباسكال (49,000 ضغط جوي) تقريبًا لا يتم إنتاج الهيدروجين.
ذكر توماس غولد أنه عثر على الهيدروكربونات في بئر سبر حلقة سيلجان وازداد كميتها بشكل عام مع ازدياد العمق، على الرغم من أن المشروع لم يكن نجاحًا تجاريًا. 
مع ذلك، حلّل العديد من الجيولوجيين النتائج وقالوا أنه لم يتم العثور على هيدروكربونات.

## دليل تجريبي
في بعض الأحيان، أبلغ عن وجود كميات تجارية من النفط غير الحيوي في آبار النفط في عرض البحر في فيتنام، وكذلك في حقل النفط 330 في جزيرة يوجين، وحوض دنيبر دونيتس. مع ذلك، يمكن تفسير أصول جميع هذه الآبار بالنظرية الحيوية. يعتقد الجيولوجيون المعاصرون أنه يمكن العثور على رواسب مربحة تجاريًا من النفط غير الحيوي، ولكن لا يوجد لدى الرواسب الحالية أي دليل مقنع على أن مصدرها غير حيوي.
وجدت المدرسة السوفياتية دليلًا على فرضيتها في وجود بعض خزانات النفط في الصخور غير الرسوبية مثل الجرانيت أو الصخور البركانية المسامية. إلا أن المعارضين أشاروا إلى أن الصخور غير الرسوبية تستخدم كخزانات للنفط الناشئ حيويًا والمدحور من الصخور الرسوبية القريبة عن طريق آليات مشتركة للهجرة أو إعادة الهجرة.